# 악셀
악셀 (1970년 1월 9일 ~ )은 브라질의 전 축구 선수이다. 현재 AD 상카에타누의 감독이다.

## 통계
| 브라질 | 브라질 | 브라질 |
| 연도   | 출전   | 골     |
| ------ | ------ | ------ |
| 1992   | 1      | 0      |
| 합계   | 1      | 0      |